# Contea di Jackson (Virginia Occidentale)
La contea di Jackson (in inglese Jackson County ) è una contea dello Stato della Virginia Occidentale, negli Stati Uniti. La popolazione al censimento del 2000 era di 28 000 abitanti. Il capoluogo di contea è Ripley.